# Beata Szydłová
Beata Szydłová, polsky Beata Szydło, rodným jménem Beata Maria Kusińska (* 15. dubna 1963 Osvětim), je polská politička, etnografka a od prosince 2017 vicepremiérka v Morawieckého kabinetu. Mezi lety 2015–2017 zastávala úřad předsedkyně vlády Polska, když jako lídryně dovedla Právo a spravedlnost k vítězství v říjnových parlamentních volbách 2015. Od roku 2005 je poslankyní Sejmu za volební obvod Chrzanów.
Během jarních prezidentských voleb 2015 působila jako předsedkyně volební komise Andrzeje Dudy. Jarosław Kaczyński ji nominoval za kandidátku PiS na úřad předsedkyně vlády.
Dne 8. prosince 2017 podala do rukou polského prezidenta Andrzeje Dudy demisi na výkon svého úřadu a ten pak následně jmenoval Mateusze Morawieckého, jejího stranického kolegu, novým předsedou polské vlády.

## Životopis
Je dcerou horníka. Beata Szydłová vystudovala etnografii na Jagellonské univerzitě v Krakově. V letech 1989–1995 byla doktorandem na Fakultě filozofie a historie téže univerzity. V roce 1997 absolvovala postgraduální kurz pro kulturní management na Warsaw Business School a roku 2001 na Vysoké škole ekonomické v Krakově.
V letech 1987–1995 byla zaměstnána jako asistent v Historickém muzeu v Krakově, pak byla vedoucí oddělení v Kulturním centru v Libiąże v Malopolském vojvodství. V období 1998–2005 byla starostkou města Brzeszcze. V roce 2004 zde byla místopředsedkyní sboru dobrovolných hasičů v obci Brzeszcze.
Od roku 2005 je členkou strany Právo a spravedlnost (PiS) a byla zvolena do polského Sejmu v 5. volebním období, a to s nejvyšším počtem hlasů ve volebním okrsku Chrzanów. Udržela svůj mandát také v 6. a 7. volebním období Sejmu. Od 24. července 2010 je místopředsedkyní PiS. Od září 2014 je na pozici pokladníka strany.
Během prezidentských voleb v Polsku v roce 2015 byla vedoucí volebního štábu vítězného kandidáta na prezidentský úřad Andrzeje Dudy. Dne 20. června 2015 ji Jarosław Kaczyński navrhl za stranickou kandidátku do úřadu premiérky pro nadcházející parlamentní volby, konané v říjnu téhož roku. Po jejich vítězství vystřídala v úřadu dosavadní úřadující předsedkyni vlády Ewu Kopaczovou, volební lídryni druhé v pořadí Občanské platformy. Stala se tak třetí ženou v tomto úřadu.
Dne 7. prosince 2017 ustála hlasování o vyslovení nedůvěry vládě, avšak již následujícího dne odstoupila sama na základě podané demise do rukou polského prezidenta Dudy z výkonu jí svěřené funkce a ten ještě téhož dne jmenoval jejího stranického kolegu Mateusze Morawieckého, bývalého místopředsedu vlády a také ministra financí, novým polským předsedou vlády.

### Osobní život
Od roku 1987 je vdaná za Edwarda Szydła, s nímž má syny Tymoteusze (1992) a Błażeje (1994). Tymoteusz je katolickým knězem.